# Viorel Anghelinei
Viorel Anghelinei (Galați, 1959. február 16.–) román nemzetközi labdarúgó-játékvezető. Polgári foglalkozása labdarúgó sportvezető.	

## Pályafutása

### Labdarúgóként
Labdarúgóként hátvéd pozícióban játszott. Egyesületek, ahol játékosként tevékenykedett:
- Nicolina Iași (1978-1979)
- FC Politehnica Iași (1979-1980)
- FCM Galați (1980-1981)
- FCM Siderurgistul Galați (1981-1982)
- Dunărea CSU Galați (1982-1985)
- FC Oțelul Galați (1985-1992)
- Manchester City FC (1992-1993)

### Nemzeti játékvezetés
1995-ben lett az I. Liga játékvezetője. A nemzeti játékvezetéstől 2002-ben vonult vissza.

#### Nemzeti kupamérkőzések
Vezetett Kupa-döntők száma: 1.

##### Szuperkupa
| Időpont          | Helyszín                  | Mérkőzés típusa | Mérkőzés                               | Eredmény | Nézők száma |
| ---------------- | ------------------------- | --------------- | -------------------------------------- | -------- | ----------- |
| 1999. október 7. | Nemzeti Stadion, Bukarest | döntő           | FC Rapid București–FC Steaua București | 5 – 0    | 6000        |

### Nemzetközi játékvezetés
A  Román labdarúgó-szövetség Játékvezető Bizottsága (JB) terjesztette fel nemzetközi játékvezetőnek, a Nemzetközi Labdarúgó-szövetség (FIFA) 1997-től tartotta nyilván bírói keretében. Több nemzetek közötti válogatott és klubmérkőzést vezetett, vagy működő társának 4. bíróként segített. Az aktív nemzetközi játékvezetéstől 2002-ben búcsúzott. Válogatott mérkőzéseinek száma: 3.